# Дуллах
Дуллах (индон.  Dullah; 17 сентября 1919, Суракарта — 1 января 1996, Джокьякарта) — индонезийский художник.

## Краткая биография и творчество
Окончил начальную школу для туземцев и школу системы «Таман Сисва» в Суракарте. Был учеником художников Аффанди и Синдутомо Суджойоно. Принимал участие в национально-освободительном движении. Отразил этот период в своих ранних работах. Получил звание «Певца революции». Член группировки «Молодые художники Индонезии». Рисовал пейзажи, портреты, натюрморты в реалистической манере. В 1950-е гг. около 10 лет был художником президентского дворца. В 1950 создал Культурную ассоциацию Суракарты (Himpunan Budaya Surakarta). Составитель двухтомного каталога собраний картин Сукарно (1956). Принимал участие в доводке изображения государственного герба Индонезии, созданного Султаном Хамидом II. В 1974 создал мастерскую в Педженге (Бали). В 1988 основал музей в Суракарте своего имени (Museum Dullah). Полотна хранятся также в коллекции Сукарно, Хатты, Адама Малика, Эйзенхауэра, Уолтера Мондейла, в музее изобразительного искусства в Праге, в индонезийском посольстве в Москве.
Похоронен на кладбище «Пурволойо» в Суракарте.

## Награды
- Орден за вклад в развитие культуры Bintang Budaya Parama Dharma (2017, посмертно)[4]

## Семья
- Супруга Биби Фатима
- Сын Саварно

## Наиболее известные картины
- Старый индонезиец (1953)
- Старый город (1963)
- Сукарно во время революционной войны (1965)
- Гибискус (1966)
- Дедушка (1971)
- Старый индуистский священник с Бали (1973)
- Портрет балийской девушки (1973)
- Джамбу (1975)
- Брат и сестра (1976)
- Мисс Сасих в музее Нека(1977)
- Белые розы (1978)
- Бабушка (1978)
- Танцовщица легонга (1979)

## Персональные выставки
- Джокьякарта (1978)
- Джакарта (1979—1980)
- Гонолулу (1988)
- Сингапур (1994)
- Джакарта (1996)

## Публикации
- Dullah (сост.) Lukisan lukisan koleksi Ir. Dr. Sukarno, Presiden Republik Indonesia dalam dua jilid // Paintings from the collection of Dr. Sukarno, President of the Republic of Indonesia in two volumes // Картины из коллекции Президента Республики Индонезии д-ра Сукарно. В двух томах. Peking: People’s Fine Arts Publishing House, 1956
- Dullah. Karya dalam Peperangan dan Revolusi (Paintings in War and Revolution). Djakarta: Djaya Pirusa, 1982.